# Обидєнніков Ярослав Миколайович
Яросла́в Микола́йович Обидєнніков (16 вересня 1980 — 29 серпня 2014) — сержант 93-ї окремої механізованої бригади Збройних сил України, учасник російсько-української війни.

## Короткий життєпис
Народився 1980 року в місті Дніпропетровськ. Дитячі роки провів у Якутії (РРФСР), де його батьки працювали на будівництві ГЕС. Строкову службу проходив у десантних військах у місті Керч. Опанував професії столяра та будівельника, їздив заробляти до Криму. До мобілізації працював слюсарем-ремонтником ремонтно-механічного цеху Дніпропетровського локомотивного депо, проживав у селищі в передмісті Дніпропетровська.
Призваний 20 червня 2014 року, оператор-радіотелефоніст розвідувальної роти, 93-тя окрема механізована бригада.
Спочатку супроводжував колони військової техніки в зону бойових дій, потім виконував бойові завдання зі своєю розвідгрупою.
Загинув під Іловайськом під час прориву з оточення, на перехресті доріг з села Побєда до Новокатеринівки (Старобешівський район) поруч зі ставком. Востаннє його бачили, коли він керував вантаженням поранених на БРДМ.
Вважався зниклим безвісти, ідентифікований за експертизою ДНК. Похований на Краснопільському цвинтарі міста Дніпро.
Залишилися батьки, молодший брат, дві доньки[джерело?].

## Нагороди та вшанування
За особисту мужність і героїзм, виявлені у захисті державного суверенітету та територіальної цілісності України, вірність військовій присязі під час російсько-української війни, відзначений — нагороджений
- 25 грудня 2015 року — орденом «За мужність» III ступеня (посмертно)[1]
- Його портрет розміщений на меморіалі «Стіна пам'яті полеглих за Україну» у Києві: секція 3, ряд 7, місце 38
- Вшановується 29 серпня на щоденному ранковому церемоніалі вшанування українських захисників, які загинули цього дня в різні роки внаслідок російської збройної агресії[2]
- 2021 року на фасаді школи, у якій навчався Ярослав Обидєнніков, урочисто відкрито меморіальну дошку його честі[3]